# Eublemma silicula
Eublemma silicula is een vlinder van de familie van de spinneruilen (Erebidae). De wetenschappelijke naam van deze soort is voor het eerst voorgesteld door Charles Swinhoe in een publicatie uit 1897.
De soort komt voor in Pakistan, India en Australië (Queensland).